# Doctor Zhivago (film)
Doctor Zhivago (Dokter Zjivago) is een Amerikaanse film uit 1965 geregisseerd door David Lean. Het verhaal is gebaseerd op het gelijknamige boek van Boris Pasternak.

## Verhaal
Het verhaal begint met de begrafenis van de moeder van de jonge Yuri Zhivago. Hij is nu wees en kan bij de Gromeko's intrekken. Hij studeert geneeskunde en wordt arts. Hij trouwt met Tonia Gromeko en ze krijgen samen een zoontje. Maar Yuri wordt als arts gerekruteerd voor de oorlog en aan het front ontmoet hij de beeldschone Lara Antipova. Al gauw hebben ze meer dan een vriendschapsrelatie.

### Enkele belangrijke scènes in de film

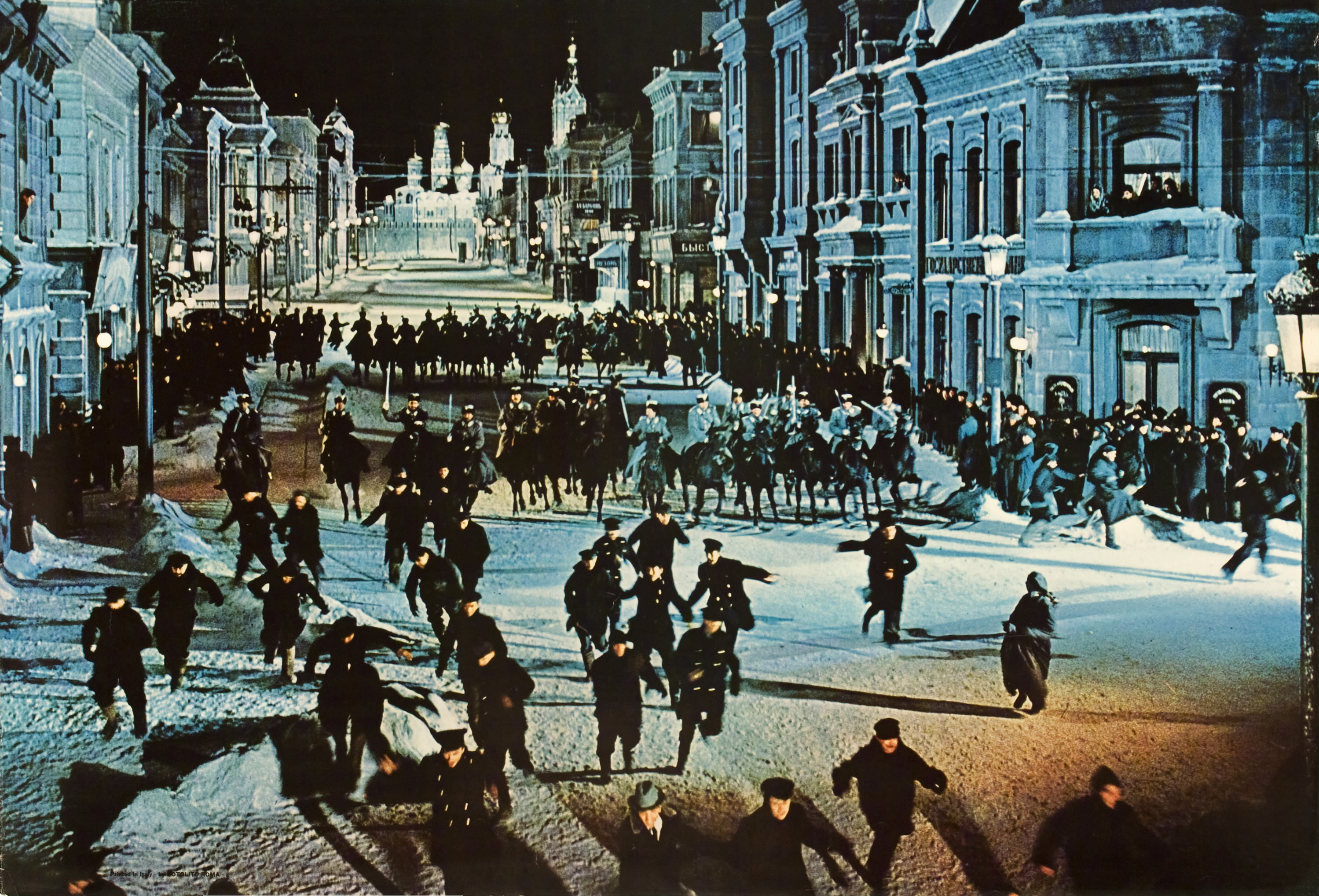
De kozakken slaan de vreedzame betoging uiteen

- Het neerslaan van een betoging door het leger van de Tsaar.
- Thuiskomst in Moskou na de oorlog.
- Treinreis door de Oeral.
- Desertie en terugkeer naar Lara.
- Aankomst met Lara in het geconfisqueerde buitenverblijf.

## Rolverdeling

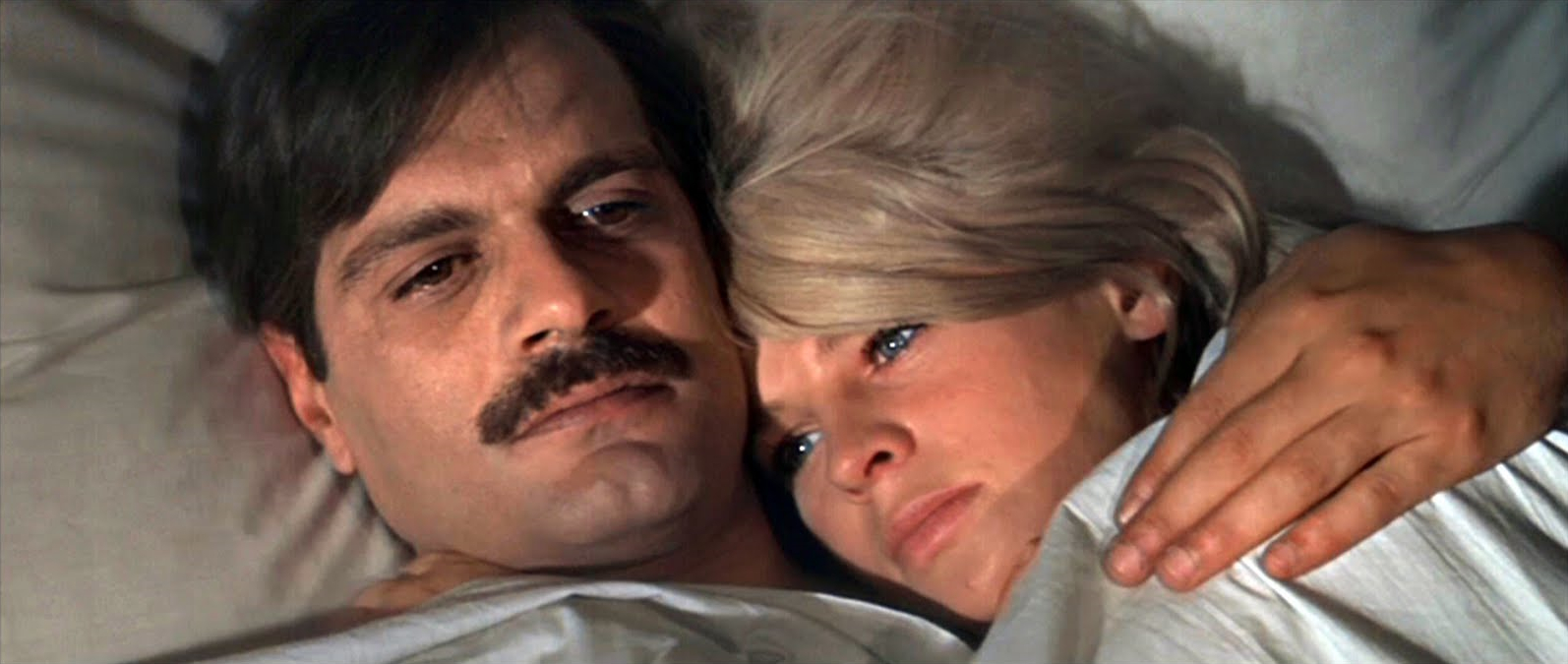
Omar Sharif als Doctor Zhivago met Julie Christie als Lara Antipova

| Acteur            | Personage                                                                       |
| ----------------- | ------------------------------------------------------------------------------- |
| Omar Sharif       | Dr. Yuri Zhivago                                                                |
| Tarek Sharif      | de jonge Yuri                                                                   |
| Julie Christie    | de verpleegster Lara Antipova                                                   |
| Geraldine Chaplin | Zjivago's echtgenote Tonja Gromeko                                              |
| Rod Steiger       | Viktor Komarovski                                                               |
| Alec Guinness     | Generaal Jevgraf Zhivago, broer en verteller van het verhaal.                   |
| Tom Courtenay     | Pasha Antipov/Strelnikov (hij werd hiervoor genomineerd voor een Academy Award) |
| Siobhán McKenna   | Anna Gromeko                                                                    |
| Ralph Richardson  | Alexander "Sasha" Gromeko                                                       |
| Rita Tushingham   | Tanya Komarovskaia "The Girl"                                                   |

## Muziek
Het leidmotief van de film, bekend onder de naam Lara's Theme, werd gecomponeerd door Maurice Jarre. Dit muziekstuk werd onmiddellijk een groot wereldsucces. In 1966 schreef Paul Webster tekst voor deze muziek, die door Ray Conniff onder de titel Somewhere My Love werd uitgebracht.

## Prijzen
De film won 5 Oscars en was voor 5 andere genomineerd.
Gewonnen
- Beste Art Direction (John Box, Terence Marsh, Dario Simoni)
- Beste Bewerkte Scenario (Robert Bolt)
- Beste Kostuumontwerp
- Beste Originele Muziek
- Beste Camerawerk (Freddie Young)

Genomineerd
- Beste Film
- Beste Mannelijke Bijrol (Tom Courtenay)
- Beste Regisseur (David Lean)
- Beste Montage
- Beste Geluid (A. W. Watkins, Franklin Milton)